# Maximos Salloum
Maximos Salloum (ur. 18 czerwca 1923, zm. 28 października 2004) – duchowny katolicki Kościoła melchickiego, arcybiskup Akki (Izrael).
Pochodził z Libanu. Przyjął święcenia kapłańskie 20 lipca 1946. W sierpniu 1975 został wybrany na arcybiskupa Akki, zastępując arcybiskupa Josepha Rayę; konsekrował go na biskupa patriarcha Antiochii Maximos Hakim 14 września 1975. W lipcu 1997 Salloum zrezygnował z dalszego sprawowania godności arcybiskupiej.